# Executable and Linkable Format
Pour les articles homonymes, voir ELF.
ELF (Executable and Linkable Format, format exécutable et liable ; anciennement Executable and Linking Format) est un format de fichier binaire utilisé pour l'enregistrement de code compilé (objets, exécutables, bibliothèques de fonctions). Il a été développé par l’USL (Unix System Laboratories) pour remplacer les anciens formats a.out et COFF qui avaient atteint leurs limites. Aujourd'hui, ce format est utilisé dans la plupart des systèmes d'exploitation de type Unix (GNU/Linux, Solaris, IRIX, System V, BSD), à l'exception de Mac OS X.

## Le format de fichier ELF
Chaque fichier ELF est constitué d'un en-tête fixe, puis de segments et de sections. Les segments contiennent les informations nécessaires à l'exécution du programme contenu dans le fichier, alors que les sections contiennent les informations pour la résolution des liens entre fonctions et le replacement des données. Sur la plupart des systèmes Unix, la commande man elf donnera de plus amples informations.

## Entête d'un fichier ELF
L'entête d'un fichier ELF adopte le format suivant:
| Nom du champ | Valeur |
| --- | --- |
| Identification | \| Indice \| Valeur \| \| ----------------------------------- \| ---------------------------------------------------------------------------------------------------------------------------------------------------------------------------------------------------------------------------- \| \| 0 - Nombre Magique \| 0x7f \| \| 1 - Nombre Magique \| 'E' \| \| 2 - Nombre Magique \| 'L' \| \| 3 - Nombre Magique \| 'F' \| \| 4 - 64Bits ou 32Bits \| - (0) Aucun - (1) 32Bits - (2) 64Bits \| \| 5 - Endianness \| - (0) Aucun - (1) LSB - (2) MSB \| \| 6 - Version du format de l'entête \| \| \| 7 - ABI \| - (0) UNIX System V - (1) HP-UX - (2) NetBSD - (3) Linux - (6) Sun Solaris - (7) IBM AIX - (8) SGI Irix - (9) FreeBSD - (10) Compaq TRU64 - (11) Novell Modesto - (12) OpenBSD - (64) ARM EABI - (97) ARM - (255) Standalone \| \| 8 - Version ABI \| \| \| 9-15 Bourrage \| 0 \| \| 16 Taille du champ "Identification" \| \| |
| Type de fichier (16 Bits)                                                                                              | - (0) Aucun - (1) Repositionable - (2) Executable - (3) Objet partagé - (4) Fichier Core |
| Machine cible (16 Bits)                                                                                                | - (0) Aucune - (2) SPARC - (3) Intel 80386 - (4) Motorola 68000 - (7) Intel i860 - (8) MIPS I - (19) Intel i960 - (20) PowerPC - (40) ARM - (50) Intel IA64 - (62) x64 - (243) RISC-V |
| Version (32 bits) | - (0) Aucune - (1) Version actuelle |
| Point d'entrée (32 Bits ou 64 Bits)                                                                                    | (0) si aucun point d'entrée |
| Offset (en octets) de la table contenant l'entête de programme (32 Bits ou 64 Bits)                                    | |
| Offset (en octets) de la table des entêtes de sections (32 Bits ou 64 Bits)                                            | |
| Drapeaux spécifiques au processeur (32 Bits)                                                                           | |
| Taille (en octets) de l'entête ELF (16 Bits)                                                                           | |
| Taille (en octets) d'une entrée dans la table contenant l'entête de programme (16 Bits)                                | |
| Nombre d'entrées dans la table contenant l'entête de programme (16 Bits)                                               | |
| Taille (en octets) d'une entrée dans la table des entêtes de sections (16 Bits)                                        | |
| Nombre d'entrées dans la table des entêtes de sections (16 Bits)                                                       | |
| Indice dans la table des entêtes de sections de l'entrée associée à la table contenant les noms des sections (16 Bits) | (0) si non défini |
| Indice | Valeur |
| 0 - Nombre Magique | 0x7f |
| 1 - Nombre Magique | 'E' |
| 2 - Nombre Magique | 'L' |
| 3 - Nombre Magique | 'F' |
| 4 - 64Bits ou 32Bits                                                                                                   | - (0) Aucun - (1) 32Bits - (2) 64Bits |
| 5 - Endianness | - (0) Aucun - (1) LSB - (2) MSB |
| 6 - Version du format de l'entête                                                                                      | |
| 7 - ABI | - (0) UNIX System V - (1) HP-UX - (2) NetBSD - (3) Linux - (6) Sun Solaris - (7) IBM AIX - (8) SGI Irix - (9) FreeBSD - (10) Compaq TRU64 - (11) Novell Modesto - (12) OpenBSD - (64) ARM EABI - (97) ARM - (255) Standalone |
| 8 - Version ABI | |
| 9-15 Bourrage | 0 |
| 16 Taille du champ "Identification"                                                                                    | |

## Comparaison avec d'autres systèmes d'exploitation
Les structures équivalentes sont :
- sous Windows : format PE (Portable Executable) ;
- sous Mac OS, avant la version X : PEF (Preferred Executable Format), voir (en) Preferred Executable Format ;
- sous Mac OS X : Mach-O[3].